# Casa de la abolición de la Esclavitud

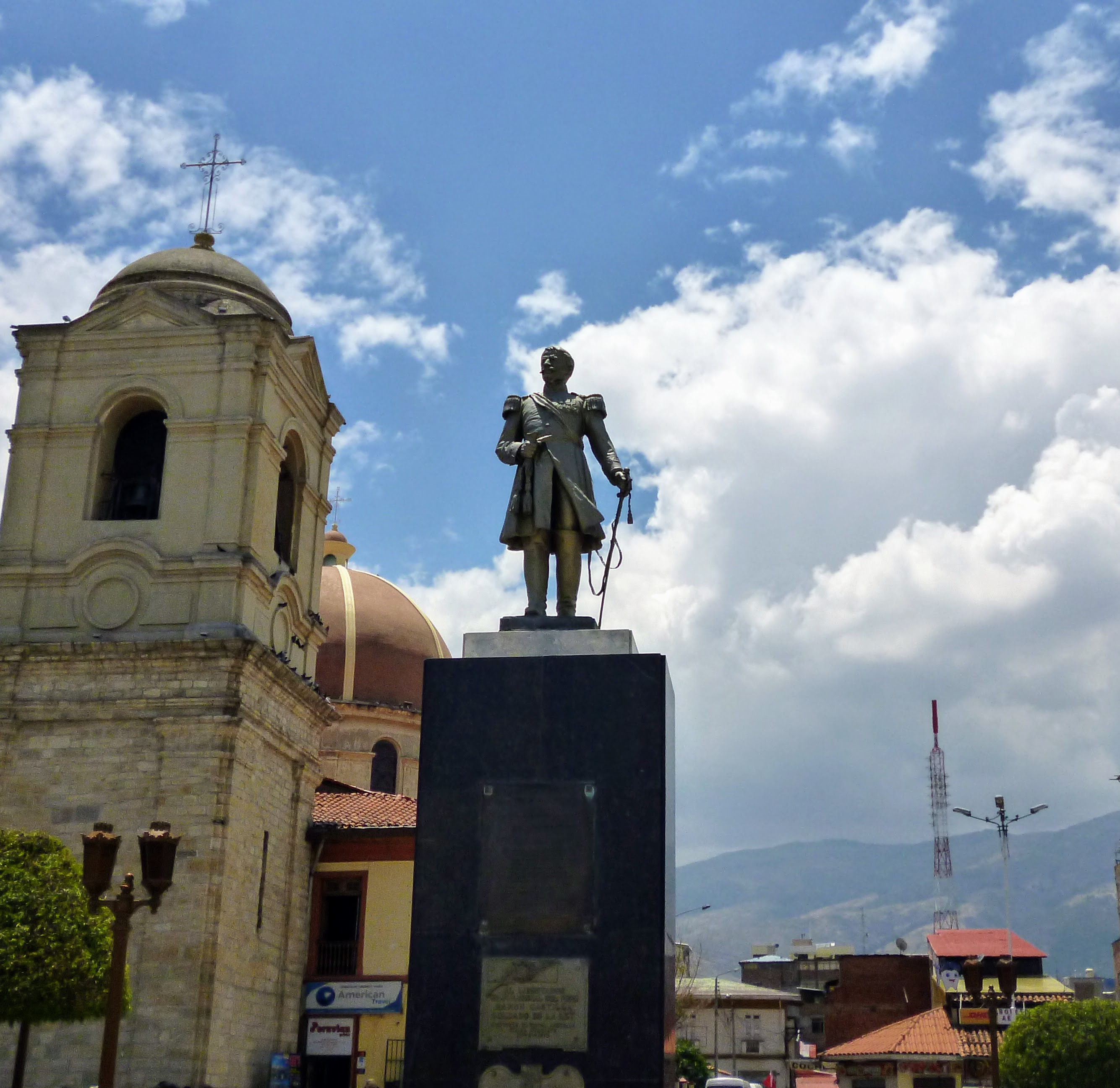
Monumento a Ramón Castilla, presidente del Perú que decretó la abolición de la esclavitud en el Perú en un inmueble colindante con esta plaza. El monumento se levantó en la Plaza Constitución luego de la demolición del inmueble.

La Casa donde se decretó la abolición de la esclavitud (llamada localmente como Casa Piélago en honor de su antigua propietaria Bernarda del Piélago) fue una casa ubicada en la ciudad de Huancayo, Perú. Se levantaba frente a la Plaza de la Constitución y fue demolida en los años 1960 a pesar de su declaración como monumento histórico nacional.
La casa fue construida en 1840 luego de que se abriera la entonces llamada "Plaza del Comercio" y que hoy forma parte de la Plaza de la Constitución. Fue entre 1799 y 1831, los años en que se construyó en dicha plaza el templo matriz (hoy Catedral de Huancayo) que la nueva plaza fue rodeándose de construcciones religiosas, civiles y comerciales. Asimismo, el 25 de marzo de 1855, el entonces presidente Ramón Castilla emitió los históricos decretos de la abolición de la esclavitud y del tributo indígena.
En 1954, el inmueble fue declarado monumento histórico nacional mediante ley del Congreso de la República N° 12064 del 12 de enero de ese año. En 1968, con la finalidad de ampliar la plaza, se procedió a demoler la manzana sur de la Plaza Constitución que estaba circundada por la Calle Real, el jirón Áncash y la avenida Giráldez. En esa manzana se levantaba el histórico inmueble el mismo que fue demolido a pesar de su calificación como monumento histórico nacional.